# A Batman of the Future epizódjainak listája
Ez a lista a Batman of the Future című sorozat epizódjainak felsorolását tartalmazza.

## Első évad (1999)
| #  | #  | Magyar cím            | Angol cím          | Gonosztevők             | Író                            | Eredeti bemutató  | RTL Spike magyar bemutatója |
| -- | -- | --------------------- | ------------------ | ----------------------- | ------------------------------ | ----------------- | --------------------------- |
| 1  | 1  | Újjászületés, 1. rész | Rebirth, Part 1    | Jokerek & Derek Powers  | Alan Burnett & Paul Dini       | 1999. január 10.  | 2017. június 16.            |
| 2  | 2  | Újjászületés, 2. rész | Rebirth, Part 2    | Derek Powers & Mr. Fixx | Stan Berkowitz & Alan Burnett  | 1999. január 10.  | 2017. június 19.            |
| 3  | 3  | A gyilkos tinta       | Black Out          | Tinta                   | Robert Goodman                 | 1999. január 30.  | 2017. június 19.            |
| 4  | 4  | A Gólem               | Golem              | Willie Watt             | Hilary J. Bader                | 1999. február 6.  | 2017. június 20.            |
| 5  | 5  | Két lábon járó kohó   | Meltdown           | Mr. Freeze              | Hilary J. Bader & Alan Burnett | 1999. február 13. | 2017. június 20.            |
| 6  | 6  | Hősök                 | Heroes             | Az Elképesztő Hármas    | Rich Fogel                     | 1999. február 20. | 2017. június 21.            |
| 7  | 7  | Süvöltő               | Shriek             | Süvöltő                 | Stan Berkowitz                 | 1999. március 13. | 2017. június 21.            |
| 8  | 8  | Kártyabanda           | Dead Man's Hand    | A Royal Flush Banda     | Stan Berkowitz                 | 1999. március 20. | 2017. június 22.            |
| 9  | 9  | A győzelem ára        | The Winning Edge   | Jackson Chappell        | Rich Fogel                     | 1999. április 10. | 2017. június 22.            |
| 10 | 10 | Bűvölet               | Spellbound         | Az Igéző                | Robert Goodman                 | 1999. május 1.    | 2017. június 23.            |
| 11 | 11 | Tinta olajra lép      | Disappearing Inque | Tinta                   | Stan Berkowitz                 | 1999. május 8.    | 2017. június 23.            |
| 12 | 12 | Curaré érintése       | A Touch of Curaré  | Curaré                  | Hilary J. Bader                | 1999. május 15.   | 2017. június 26.            |
| 13 | 13 | Trónfosztás           | Ascension          | Blight & Paxton Powers  | Robert Goodman                 | 1999. május 22.   | 2017. június 26.            |

## Második évad (1999–2000)
| #  | #  | Magyar cím                | Angol cím                    | Gonosztevők                    | Író                                | Eredeti bemutató     | RTL Spike magyar bemutatója |
| -- | -- | ------------------------- | ---------------------------- | ------------------------------ | ---------------------------------- | -------------------- | --------------------------- |
| 14 | 1  | Mutánsok                  | Splicers                     | Dr. Abel Cuvier                | Evan Dorkin & Sara Dyer            | 1999. szeptember 17. | 2017. június 27.            |
| 15 | 2  | Aki a földet mozgatja     | Earth Mover                  | Tony Maychek                   | Stan Berkowitz & Alan Burnett      | 1999. szeptember 25. | 2017. június 27.            |
| 16 | 3  | Kocsikázás                | Joyride                      | Jokerek                        | Stan Berkowitz                     | 1999. október 2.     | 2017. június 28.            |
| 17 | 4  | Megtévedt lélek           | Lost Soul                    | Robert Vance                   | Stan Berkowitz                     | 1999. október 9.     | 2017. június 28.            |
| 18 | 5  | Titkos napirend           | Hidden Agenda                | Terminal & Jokerek             | Hilary J. Bader & Shaun McLaughlin | 1999. október 16.    | 2017. június 29.            |
| 19 | 6  | Véres sport               | Bloodsport                   | A Vadász                       | Rich Fogel                         | 1999. október 23.    | 2017. június 29.            |
| 20 | 7  | Aki egyszer megégett      | Once Burned                  | Jokerek és a Royal Flush Banda | Stan Berkowitz                     | 1999. november 6.    | 2017. június 30.            |
| 21 | 8  | Elkábítva                 | Hooked Up                    | Az Igéző                       | Robert Goodman                     | 1999. november 13.   | 2017. június 30.            |
| 22 | 9  | A Patkányok               | Rats                         | Patrick                        | Rich Fogel                         | 1999. november 20.   | 2017. július 3.             |
| 23 | 10 | Memóriajátékok            | Mind Games                   | Agytröszt                      | Alan Burnett                       | 1999. december 4.    | 2017. július 3.             |
| 24 | 11 | Hazajáró lélek            | Revenant                     | Willie Watt                    | Hilary J. Bader                    | 1999. december 11.   | 2017. július 4.             |
| 25 | 12 | Bábeli zűrzavar           | Babel                        | Süvöltő                        | Stan Berkowitz                     | 2000. január 8.      | 2017. július 4.             |
| 26 | 13 | A robotnő                 | Terry's Friend Dates a Robot | Cynthia                        | John P. McCann & Paul Dini         | 2000. január 15.     | 2017. július 5.             |
| 27 | 14 | A szemtanú                | Eyewitness                   | Az Igéző                       | Hilary J. Bader & Rich Fogel       | 2000. január 22.     | 2017. július 5.             |
| 28 | 15 | Az utolsó vágás           | Final Cut                    | Curaré                         | Hilary J. Bader & Alan Burnett     | 2000. február 5.     | 2017. július 6.             |
| 29 | 16 | Az utolsó mentsvár        | The Last Resort              | Dr. David Wheeler              | Stan Berkowitz                     | 2000. március 4.     | 2017. július 6.             |
| 30 | 17 | Fegyverzet                | Armory                       | Jim Tate & Istivan Hegedesh    | John P. McCann                     | 2000. március 11.    | 2017. július 7.             |
| 31 | 18 | A kukkoló                 | Sneak Peek                   | Kukkolló Ian                   | Stan Berkowitz & Alan Burnett      | 2000. március 25.    | 2017. július 7.             |
| 32 | 19 | A tojásbébi               | The Eggbaby                  | Daddy mama                     | Hilary J. Bader & Alan Burnett     | 2000. április 1.     | 2017. július 10.            |
| 33 | 20 | Zéta                      | Zeta                         | Bennett ügynök                 | Robert Goodman                     | 2000. április 8.     | 2017. július 10.            |
| 34 | 21 | A dögvész                 | Plague                       | Kaméleon                       | Rich Fogel                         | 2000. április 15.    | 2017. július 11.            |
| 35 | 22 | Áprilisi hold             | April Moon                   | Áprilisi Hold Banda            | Stan Berkowitz & James Tucker      | 2000. április 22.    | 2017. július 11.            |
| 36 | 23 | Az utolsó Cosmos őrszemei | Sentries of the Last Cosmos  | Simon Harper                   | Rich Fogel & John Shirley          | 2000. május 6.       | 2017. július 12.            |
| 37 | 24 | A bosszúálló              | Payback                      | Payback                        | Robert Goodman                     | 2000. május 13.      | 2017. július 12.            |
| 38 | 25 | Hová tűnt Terry?          | Where's Terry?               | Süvöltő                        | Rich Fogel                         | 2000. május 27.      | 2017. július 13.            |
| 39 | 26 | Kutyaszorító              | Ace in the Hole              | Ronny Boxer                    | Hilary J. Bader                    | 2000. augusztus 19.  | 2017. július 13.            |

## Harmadik évad (2000–2001)
| #  | #  | Magyar cím                | Angol cím                  | Gonosztevők                          | Író                                                   | Eredeti bemutató     | RTL Spike magyar bemutatója |
| -- | -- | ------------------------- | -------------------------- | ------------------------------------ | ----------------------------------------------------- | -------------------- | --------------------------- |
| 40 | 1  | A Király váltságdíja      | King's Ransom              | Paxton Powers és a Royal Flush Banda | Rich Fogel                                            | 2000. szeptember 16. | 2017. július 14.            |
| 41 | 2  | Érinthetetlenek           | Untouchable                | Dr. Suzuki                           | Hilary J. Bader                                       | 2000. szeptember 23. | 2017. július 14.            |
| 42 | 3  | Tinta                     | Inqueling                  | Tinta                                | Hilary J. Bader                                       | 2000. szeptember 30. | 2017. július 17.            |
| 43 | 4  | A Nagymenő                | Big Time                   | Big Time                             | Robert Goodman & Tom Ruegger                          | 2000. október 7.     | 2017. július 17.            |
| 44 | 5  | Az örök ifjúság kútja     | Out of the Past            | Ra’s al Ghul                         | Paul Dini                                             | 2000. október 21.    | 2017. július 18.            |
| 45 | 6  | Ne mondj rosszat!         | Speak No Evil              | James Van Dyle                       | Stan Berkowitz                                        | 2000. november 4.    | 2017. július 18.            |
| 46 | 7  | A hívás, 1. rész          | The Call, Part 1           | Starro                               | Hilary J. Bader, Rich Fogel, Alan Burnett & Paul Dini | 2000. november 11.   | 2017. július 19.            |
| 47 | 8  | A hívás, 2. rész          | The Call, Part 2           | Starro                               | Stan Berkowitz, Alan Burnett & Paul Dini              | 2000. november 18.   | 2017. július 19.            |
| 48 | 9  | Az árulás                 | Betrayal                   | Big Time                             | Stan Berkowitz & Robert Goodman                       | 2000. december 9.    | 2017. július 20.            |
| 49 | 10 | A Kobra bosszúja, 1. rész | Curse of the Kobra, Part 1 | Kobra                                | Rich Fogel                                            | 2001. február 3.     | 2017. július 20.            |
| 50 | 11 | A Kobra bosszúja, 2. rész | Curse of the Kobra, Part 2 | Kobra                                | Stan Berkowitz & Rich Fogel                           | 2001. február 10.    | 2017. július 21.            |
| 51 | 12 | Visszaszámlálás           | Countdown                  | Mad Stan                             | Rich Fogel & Paul Dini                                | 2001. április 7.     | 2017. július 21.            |
| 52 | 13 | Álarc nélkül              | Unmasked                   | Kobra                                | Paul Dini & Rich Fogel                                | 2001. december 18.   | 2017. július 24.            |

## Filmek
| Cím                                | Gonosztevők                                                                   | Író                                   | Eredeti bemutató   |
| ---------------------------------- | ----------------------------------------------------------------------------- | ------------------------------------- | ------------------ |
| Batman Beyond: Return of the Joker | Joker, Dee Dee, Bonk, Chucko, Woof, Ghoul & Harley Quinn (visszaemlékezésben) | Paul Dini, Glen Murakami & Bruce Timm | 2000. december 12. |

## Rövidfilmek
| # | Cím                          | Író          | Eredeti bemutató  |
| - | ---------------------------- | ------------ | ----------------- |
| 1 | Darwyn Cooke's Batman Beyond | Darwyn Cooke | 2014. április 23. |

## Crossoverek
| # | Epizód | Magyar cím                                                     | Angol cím                                              | Író                          | Sorozat                           | Eredeti bemutató |
| - | ------ | -------------------------------------------------------------- | ------------------------------------------------------ | ---------------------------- | --------------------------------- | ---------------- |
| 1 | 8      | –                                                              | Shadows                                                | Rich Fogel                   | The Zeta Project                  | 2001. április 7. |
| 2 | 40     | –                                                              | Future Shock                                           | Stan Berkowitz               | Static Shock                      | 2004. január 17. |
| 3 | 12     | Egykori és eljövendő dolgok, 1. rész: Fura vadnyugati történet | The Once and Future Thing, Part 1: Weird Western Tales | Dwayne McDuffie              | Az igazság ligája: Határok nélkül | 2005. január 22. |
| 4 | 13     | Egykori és eljövendő dolgok, 2. rész: Görbült idő              | The Once and Future Thing, Part 2: Time Warped         | Dwayne McDuffie              | Az igazság ligája: Határok nélkül | 2005. január 29. |
| 5 | 26     | Epilógus                                                       | Epilogue                                               | Bruce Timm & Dwayne McDuffie | Az igazság ligája: Határok nélkül | 2005. július 23. |

## Fordítás
Ez a szócikk részben vagy egészben  a   List of Batman Beyond episodes című angol Wikipédia-szócikk fordításán alapul.  Az eredeti cikk szerkesztőit annak laptörténete sorolja fel. Ez a jelzés csupán a megfogalmazás eredetét és a szerzői jogokat jelzi, nem szolgál a cikkben szereplő információk forrásmegjelöléseként.